# Cassius Marcellus Clay (político)
Cassius Marcellus Clay (19 de octubre de 1810 – 22 de julio de 1903) fue un defensor de la emancipación de los negros nacido en el condado de Madison, en el estado de Kentucky. Fue primo de Henry Clay y del gobernador de Alabama, Clement Comer Clay. También fue esposo de la sufragista Mary Jane Warfield y padre de las también sufragistas Mary Barr Clay y Laura Clay.

## Inicios como abolicionista
Cassius Clay fue una paradoja de su tiempo al ser un aristócrata sureño que devino en un firme cruzado contra la esclavitud. Era hijo de Green Clay, uno de los terratenientes y propietario de esclavos más ricos e importantes de Kentucky. Clay trabajó a favor de la emancipación de los negros, tanto en su condición de representante de su estado, como de miembro del Partido Republicano.
Clay fue alumno de la Universidad Transylvania y se graduó en la Universidad de Yale en 1832. Durante su estancia en Yale, escuchó al abolicionista William Lloyd Garrison en una charla, y la lectura de sus obras llevó a Clay a unirse al movimiento antiesclavista. Sin embargo, Clay era un pragmático y abogó por un cambio gradual de la ley, al contrario que los más firmes partidarios de Garrison, que apostaban por una emancipación inmediata.
Clay sirvió en tres legislaturas de la legislatura estatal de Kentucky, pero perdió apoyo entre los votantes al enfocarse su actuación política cada vez más en la abolición de la esclavitud. En 1845 publicó en Lexington, Kentucky, un diario antiesclavista llamado “True American”. Al cabo de un mes empezó a recibir amenazas de muerte, por lo que tuvo que proteger a modo de barricadas las oficinas de su periódico. Poco después, un grupo de unos sesenta hombres irrumpió en las oficinas e incautaron la imprenta, obligando a Clay a trasladarse a Cincinnati, Ohio, para continuar con su publicación.
Aunque también llegó a oponerse a la anexión de Texas, Clay sirvió en la guerra de invasión a México. Sus contactos con el movimiento antiesclavista del Norte permanecieron fuertes, figurando como uno de los fundadores del partido republicano, y apoyando a su amigo Abraham Lincoln.

## Embajador con Lincoln
Con la guerra civil empezada, Lincoln nombró a Clay embajador en España, cargo que declinó por el de ministro para Rusia, donde fue testigo del edicto de emancipación del zar. Llamado de vuelta a EE. UU. para que aceptara una comisión como general de división, Clay se negó públicamente a aceptarlo a menos que el presidente Lincoln firmara una proclamación de emancipación de los esclavos. Lincoln envió a Clay a Kentucky para sondear el ánimo a favor de la emancipación en su estado y otros estados fronterizos con la Confederación. A la vuelta de Clay, Lincoln publicó la emancipación de los esclavos.
Clay volvió a Rusia en 1863 y permaneció allí hasta 1869, trabajando a favor de la compra de Alaska. Más tarde, apoyó la causa de los independentistas cubanos. También denunció a los robber barons, aquellos industriales y empresarios que habían amasado su fortuna empleando tácticas de mercado ilegales. También defendió la nacionalización del ferrocarril. Clay abandonó momentáneamente la militancia en el Partido Republicano debido a la intervención militar del presidente Grant en Haití.

## Últimos años y legado
En los últimos años de su vida, Clay se divorció de su mujer, y contrajo numerosas deudas que le obligaron a desprenderse de buena parte de su patrimonio. En 1894 contrajo matrimonio con una adolescente de 15 años, pero pronto se divorciaron.
Sus hijas Laura y Mary Barr Clay fueron activistas en favor de los derechos de la mujer. La casa familiar es mantenida por el estado de Kentucky.
El boxeador Cassius Clay, más conocido como Muhammad Ali, al igual que su padre, fueron bautizados así en honor del político abolicionista.